# John G. Winant
John Gilbert Winant OM (23 février 1889 - 3 novembre 1947) était un politicien américain membre qui rejoignit le parti républicain après une brève carrière en tant que professeur à Concord, dans le New Hampshire.

## Parcours politique
John Winant prenait position dans les politiques nationales et internationales du New Hampshire. Il fut le premier homme politique américain à effectuer plus d'un mandat de deux ans en tant que gouverneur du New Hampshire après trois victoires aux élections. Winant a également servi en tant qu'ambassadeur américain au Royaume-Uni durant la Seconde Guerre mondiale.
Déprimé par des déceptions professionnelles, un mariage raté dont un échec avec Sarah Churchill et de lourdes dettes, il se suicida en 1947. Le magazine Chicago Tribune parle lui d'assassinat et cite également Harry Dexter White mort le 16 août 1948, W. Marvin Smith (en) mort le 20 octobre 1948, Laurence Duggan (en) mort le 20 décembre 1948, James Forrestal mort le 22 mai 1949, Morton Kent mort le 11 juin 1949, Laird Shields Goldsborough mort le 14 février 1950, F.O. Matthiessen (en) mort le 2 avril 1950 et Abraham Feller (en) mort le 13 novembre 1952.

## Vie privée
Il s'est marié avec Constance Rivington Russel (1899-1983) en 1919. De cette union sont nés une fille, Constance (1921-1978), et deux fils, John Jr. (1922-1993) et Rivington (1925-2011).